# Богдан Ковачев
Богдан Миланов Ковачев е български балетист, хореограф и балетен режисьор.
Роден е на 18 август 1924 година в Пловдив в семейство на музиканти. През 1947 година, след петмесечен курс в школа при Софийската опера, става балетист в Държавния музикален театър и под ръководството на Фео Мустакова бързо се утвърждава като един от водещите му солисти. През 1961 година е уволнен и изселен от София по време на кампания на тоталитарния режим за прочистване на софийските театри от хора с проблемен за властите личен живот. Той се връща в Пловдив и поема с голям успех хореографията на Пловдивската опера. През 1964 година се връща в София със свои хореографии за Софийската опера.
Богдан Ковачев умира от инфаркт на 7 септември 1978 година в София.